# La distribució de les àguiles
La distribució de les àguiles és una de les pintures més emblemàtiques del neoclassicisme francès, realitzada per Jacques Louis David en 1810. Jacques Louis David va ser un pintor amb molta influència en el estil neoclàssic que va ser el termino peyorativo al moviment estètic que es reflejaba les principis intel·lectuals de la il·lustració. Aquesta obra va ser encarregada per Napoleó Bonaparte i va tindre un clar propòsit propagandístic: exaltar el poder de l'emperador i la lleialtat del seu exèrcit.
Louis David es va inspirar en models escultòrics i mitològics grecs, adoptant la seua austeritat i severitat, en sintonia amb el clima moral dels últims anys de l’Antic Règim. Més tard, va ser un actiu participant en la Revolució Francesa i amic de Robespierre, convertint-se en el líder de les arts sota la República. La Distribució de les Àguiles es va finalitzar en 1811. Inicialment, David havia rebut l’encàrrec de quatre pintures per a la coronació de Napoleó, però només es van realitzar dues: La Coronació de Napoleó i La Distribució de les Àguiles. Aquesta obra representa la cerimònia en que Napoleó entrega estàndares amb àguiles daurades a les sues tropes, reforçant el vincle entre l'Imperi Francès i la grandesa de l'Antiguitat.

## Autor
Jacques Louis David (1748-1825). Nascut a París, va quedar orfe de pare als nou anys i va ser criat per els seus oncles, que volien que fora arquitecte. No obstant això, David va mostrar desde ben menut una clara vocació artística. Va estudiar amb François Boucher i després amb Joseph-Marie Vien, qui el va acostar al gust per l'art clàssic.
Després de diversos inents, va guanyar el Premi de Roma en 1774, cosa que li va permetre estudiar a Itàlia. Allí va quedar profundament impressionat per les ruïnes de l'antiga Roma i per l'art de metres com Rafael. Tamab´r va visitar Pompeia, experiència que influí notablement en el seu estil. A Roma va conéixer les idees de l'historiador de l'art Winckelmann que promovia la imitació de l'art clàssic com a model de bellesa ideal.

## Context històric
L’obra "La Distribució de les Àguiles" va ser pintada per Jacques-Louis David en un moment clau per a Napoleó Bonaparte. Després de coronar-se emperador l’any 1804, Napoleó va voler reforçar la identitat i unitat del seu exèrcit, i va organitzar una gran cerimònia al camp de Mart, on va lliurar àguiles daurades als regiments, inspirant-se en les legions romanes. Aquestes àguiles simbolitzaven no sols la força militar, sinó també la lleialtat i cohesió de l’Imperi.
David, com a pintor oficial de Napoleó, va rebre l’encàrrec de pintar quatre grans llenços sobre les cerimònies de la coronació: La Coronació, L’Entronització, L’Arribada a l’Ajuntament i La Distribució de les Àguiles. Aquesta última, iniciada en 1805, no es va acabar fins a 1810. L’obra transforma el gest dels Horacis en un jurament militar, reforçant el culte a la figura de Napoleó i exaltant el règim imperial. A diferència d'altres pintures on encara es nota una certa crítica ideològica, ací David s'entrega totalment a l’apologia del poder napoleònic.
La pintura es va exposar per primera vegada al Saló de 1810, obert el 5 de novembre de 1810, convertint-se en un clar instrument de propaganda política i militar.

## Composició i estil
. La composició s'organitza al voltant de Napoleó, que es troba en una posició elevada, vestit amb una túnica imperial i alçant la mà en un gest d'autoritat i benedicció.
Al seu voltant, els soldats, vestits amb uniformes militars. juren lleialtat mentre sostenen les àguiles. La disposició de les figures, amb línies diagonals i gestos horoics, reforça la solemnitat del moment 

## El simbolisme de l'obra
Cada element de la pintura té un fort simbolisme:
- Les àguiles representen la continuïtat amb l’Imperi Romà i la grandesa de França.
- El gest de Napoleó evoca els emperadors romans i reforça la seua imatge com a líder diví.
- La il·luminació destaca la figura de l’emperador, donant-li un aire quasi sagrat.
- Els soldats jurant fidelitat mostren la lleialtat inquebrantable cap a Napoleó i la unió de l’exèrcit.

## Impacte
Encara que la pintura va ser creada com una eina de propaganda, el seu impacte va ser limitat a causa de la caiguda de Napoleó pocs anys després. No obstant això, continua sent un testimoni clau de l’art neoclàssic i de l’ús de l’art com a instrument polític.
Hui en dia, "La Distribució de les Àguiles" es troba al Museu de Versalles i és una de les obres més representatives del període napoleònic. La seua grandesa i el seu simbolisme la converteixen en una peça fonamental per a entendre el poder visual de la propaganda en la història de l’art.